# Josef Wimmer (Physiker)
Josef Wimmer (* 8. März 1887 in Solla, Bayern; † 1945 oder danach) war ein deutscher Physiker, Gymnasiallehrer und Wünschelrutengänger.

## Leben und Werk
Wimmer, ein promovierter Physiker, war 1912 bis 1915 Physiker bei C. A. Steinheil & Söhne in München und später Studienrat und Studienprofessor für Mathematik und Physik und Astronomie. Zunächst war er am Gymnasium in Pasing tätig. In den 1940er Jahren war er an der Wittelsbacher Oberschule in München, wo er während des Krieges auch Flugphysik unterrichtete (viele der Schüler waren Flakhelfer auf einem Fliegerhorst).
Daneben war er als Wünschelrutengänger bekannt und schien einige Erfolge vorweisen zu können, denn Heinrich Himmler ließ ihn Anfang 1942 in sein Hauptquartier in der Ukraine einfliegen und war von seiner Fähigkeit, mit der Wünschelrute Wasser zu finden, beeindruckt.
Nach der Darstellung bei Michael Kater erfolgte die Kontaktaufnahme zum Ahnenerbe 1942 über ein Projekt der Goldsuche in den Sedimentablagerungen bayrischer Flüsse (Inn, Isar), mit dem Himmler den Geophysiker Karl Wienert beim SS-Ahnenerbe beauftragt hatte, obwohl jedem Geologen nach einer einfachen Anfrage beim Bayerischen Oberbergamt klar sein musste, dass die Vorkommen schon lange untersucht worden waren und nicht wirtschaftlich waren. Wienert zögerte das Projekt aber hinaus und aus Sicht von Himmler war es ins Stocken geraten. Nach Kater zog Himmler Ende 1942 Wimmer hinzu, der Leiter der Abteilung Angewandte Geologie beim Ahnenerbe wurde. Dort bildete er zunächst Wünschelrutengänger für die SS aus, die deren Wehrgeologischen Einheiten zugeordnet wurden, zum Beispiel in Jugoslawien. Sie sollten nicht nur Wasser finden, sondern auch Bunker, Sprengstoff und anderes. Die Ausbildung erfolgte unter anderem im Kräutergarten des KZ Dachau. Nach Kater beauftragte Himmler Wimmer im August 1943 auch, einen sagenhaften Schatz im Hohenhöwen mit Wünschelrute aufzuspüren, was genauso erfolglos war wie die Suche von Wimmer und Wienert nach Gold in Flussablagerungen.
Wimmer taucht aber schon 1940 als Leiter der Angewandten Geologie beim Ahnenerbe in einem Gutachten für Himmler auf, in dem er sich für einen Antrag des Reichsverbands für das Wünschelrutenwesen von Oktober 1938 auf weitere Forschung und bessere Ausbildung einsetzt. Wimmer regte schon in den 1930er Jahren Forschungen an der Universität München beim Lehrstuhl des Anatomen Benno Romeis an und führte sie mit Dr. Joseph Wüst aus. Sie wurden auch veröffentlicht. Nach Wimmer war die physikalische Frage durch seine Forschungen und die anderer (Oberstudienrat Dr. August Wendler in Erlangen) gelöst und aus dem Bereich des Okkulten heraus. Er beklagt in seinem Bericht vom Oktober 1940 aber den heftigen Widerstand bzw. das Totschweigen besonders durch die Physiker und Geologen. In einem Bericht, den das Sicherheitshauptamt zuvor eingeholt hatte, äußerten sich der Geologe Erich Wasmund aus Kiel, der Physiker Walther Gerlach aus München und Bergrat Werner negativ zu Wünschelruten. In der Denkschrift wirbt er auch für die Verwendung über die Wassersuche hinaus. Fehler führt er auf mangelnde Ausbildung der Rutengänger zurück und darauf, dass diese vielfach von ihren Fähigkeiten blind überzeugt und kaum belehrbar seien. Am Schluss seines Schreibens schlägt er vor, alle Veröffentlichungen, die sich aggressiv gegen das Wünschelrutengehen aussprechen, zu unterbinden und allgemein Veröffentlichungen zu Wünschelruten erst der Abteilung Angewandte Geologie des Ahnenerbes zur Begutachtung vorzulegen.
In einem weiteren Brief an den Kurator des Ahnenerbes Walther Wüst beschwert er sich am 10. Juni 1941, dass Kriminalbeamte aus München-Pasing seine Wohnung durchsucht und seine Wünschelruten und einen Magnettheodolithen sowie Schriftverkehr mit dem Ahnenerbe beschlagnahmt hätten und ihn zum Verhör mitgenommen hätten. Aus dem Brief geht hervor, dass er damals hauptamtlich noch Schullehrer war.

## Schriften
- mit Joseph Wüst: Untersuchungen über biologisch wirksame Strahlungen, Teil 2: Über neuartige Schwingungen der Wellenlänge 1-70 cm in der Umgebung anorganischer und organischer Substanzen sowie biologischer Objekte. Physikalische, chemische und biologische Untersuchungen mit einem Rutengänger als Indikator, In: Wilhelm-Roux-Archiv für Entwicklungsmechanik der Organismen, Band 131, 1934, S. 389–482.[5]